# Michel Sorbach
Michel Sorbach (Amsterdam, 18 februari 1962) is een Nederlands acteur, cabaretier, stemacteur en zanger.

## Biografie
Michel Sorbach studeerde af in 1987 aan de Akademie voor Kleinkunst. In datzelfde jaar ontving hij de Pisuisse-prijs en het gouden Hart van Rotterdam voor het beste debuut. Hij was medeoprichter van de muziektheatergroep Michel en Martin, samen met Martin van den Ham en Selma Susanna.

### Theater
Sorbach speelde bij diverse toneelgezelschappen waaronder Het Zuidelijk Toneel, Haarlems toneel en MUZtheater. Hij speelde in verschillende verschillende musicals.
| Jaartal   | Musical                                             | Rol                                          | Producent                                               |
| --------- | --------------------------------------------------- | -------------------------------------------- | ------------------------------------------------------- |
| 1998-1999 | Anatevka                                            | Mendel, understudy Mottel Kemzoil            | Joop van den Ende Theaterproducties                     |
| 1999-2000 | Oliver!                                             | Meneer Sowerberry                            | Joop van den Ende Theaterproducties                     |
| 1999-2001 | Piaf                                                | diverse rollen                               | V&V Entertainment                                       |
| 2002-2003 | Alladin, de musical                                 | Kaifas                                       | Theaterproductiekantoor Hilversum & Music Hall          |
| 2003-2004 | Kunt u mij de weg naar Hamelen vertellen, mijnheer? | Gruizel Gruis, Guurt van Grasp, Rattenvanger | V&V Entertainment                                       |
| 2005-2007 | Annie                                               | Haantje Hannigan                             | V&V Entertainment                                       |
| 2009      | Footloose                                           | Wes                                          | V&V Entertainment                                       |
| 2009-2010 | Ja zuster, nee zuster                               | Hoofd, Dirk, Notaris                         | V&V Entertainment                                       |
| 2011      | Nightmare, de musical                               | Vincent de butler                            | Stichting Homemade en Van Engelenburg Theaterproducties |
| 2012-2013 | Yab Yum – Het circus van de nacht                   | Struik                                       | Stardust Theater B.V.                                   |
| 2014      | Afblijven!                                          | Vader                                        | Homemade Productions                                    |
| 2021-2022 | Aladdin                                             | Sultan                                       | Stage Entertainment                                     |

### Televisie
Sorbach is te zien in vele series, voornamelijk in gastrollen. In 1989 heeft hij een hoofdrol in de NCRV comedy Steil achterover als Zeno.
Hij is meerdere keren te zien in de RTL 4-soap Goede tijden, slechte tijden: In 1997/1998 als John van Tongeren (nr. 2), in 2011 als gynaecoloog Brugman en in 2020 als Martin (zakenrelatie van Ludo).
Andere gastrollen speelde hij in onder meer 12 steden, 13 ongelukken, Iris, Achter het scherm, SamSam (Eric in "De Intrigant"), Grijpstra & De Gier, Van God Los, Van Gogh; een huis voor Vincent, Flikken Maastricht en Klem.
Michel sprak onder andere de stem in van Ab van Driel, Dik van Driel en Ajee Beens voor de animatieserie Pieter Post.

### Film
In meerdere films heeft Sorbach een (ondersteunende) rol gespeeld:
- Donna Donna (1987) als patiënt
- My Blue Heaven (1990) als Boetie
- Polonaise (tv-film, 2002) als Jafar
- Ver van familie (2008) als dokter
- De held (2016) als interviewer
- Losers (2017) als Harold Baak
- Dummie de Mummie en de tombe van Achnetoet (2017) als Aziz
- Gek van Oranje (2018) als presentator Museumplein